# 橋東区 (石家荘市)
橋東区（きょうとう-く）は中華人民共和国河北省石家荘市に位置する市轄区。

## 行政区画
- 街道:中山東路街道、彭后街道、東風街道、東華街道、休門街道、阜康街道、建安街道、勝利北街道、匯通街道
- 鎮:桃園鎮